# Joannes Josephus Viotta
Joannes Josephus Viotta (Amsterdam, 14 januari 1814 – Amsterdam, 6 februari 1859) was een Nederlandse arts en musicus, vooral bekend vanwege enkele door hem gecomponeerde volksliederen.
Viotta was de zoon van een Italiaans koopman te Amsterdam. Hij was voor de geneeskunde bestemd, studeerde aan de Latijnse School in Amsterdam, maar de muziek had zijn grote liefde. Als pianist, organist en zanger wist hij zich al vroeg te onderscheiden, zonder ooit regelmatig les te hebben gehad. Tijdens zijn studiejaren aan de Rijksuniversiteit Leiden (1833-1837) trad hij in het plaatselijke muziekleven op de voorgrond, schreef enige orkeststukken en veel pianomuziek. 
Na zijn studietijd vestigde Viotta zich als arts te Amsterdam, maar hij wist zich tegelijkertijd tot een centrale figuur in de hoofdstedelijke muziekwereld te ontwikkelen. Hij was als repetitor een stuwende kracht achter de Maatschappij tot Bevordering der Toonkunst en introduceerde nieuwe werken van Felix Mendelssohn Bartholdy, Robert Schumann en Niels Gade te Amsterdam. In dagbladen en tijdschriften was hij een onvermoeibaar promotor van deze muziek. De Nederlandse premières van de Symphonie fantastique van Hector Berlioz in 1855 en de Tannhäuser van Richard Wagner in 1858 besprak hij in uitvoerige artikelen in de Amsterdamsche Courant. Ook voor het muziekonderwijs heeft hij zich ingezet.
Als componist is Viotta vooral van belang door de vernieuwing van het Nederlandse volkslied, waarvoor Jan Pieter Heije de teksten schreef. Sommige van hun liederen zijn nog altijd bekend, waaronder De Zilvervloot, Sint Nicolaas ('Zie, de maan schijnt door de bomen') en Twee voerlui ('Een karretje op de zandweg reed').
Ook enkele kinderliedjes uit het liedboek Kinderliederen van J.P. Heije (1843) werden door Viotta getoonzet, waaronder het liedje 'Rechtop van lijf, rechtop van ziel'.
Een groot aantal liederen waarvan hij de muziek componeerde werd opgenomen in de populaire liedbundel Kun je nog zingen, zing dan mee. Het gaat om de volgende liedjes (alle op teksten van J.P. Heije):
- 'De kabels los, de zeilen op'
- 'Een karretje op een zandweg reed'
- 'Een lied, een lied, uw leven lang!'
- 'Een scheepje in de haven landt'
- 'Ferme jongens, stoere knapen'
- 'Heb je van de Zilveren vloot wel gehoord'
- 'Ik zing er al van een Ruiter koen, maar niet van een ruiter te paard'
- 'Recht-op van lijf, recht-op van ziel'
- 'Van mannen in oorlog, van mannen in vreê'
- 'Zie, de maan schijnt door de boomen'
- 'Zonneschijntje, morgenlicht! Als gij tintelt op de ramen'

## Familie
Hij was zoon van Gezina Christina Schuering en koopman/winkelier Joseph Viotta, wonende aan de Nieuwendijk en Kalverstraat. J.J. Viotta was getrouwd met de Leidse Helena Petronella Louise Gelissen. De jurist-musicus Henri Viotta was hun zoon.
- Bibliothèque nationale de France: cb148031739 (data)
- Biografisch Portaal: 21524717
- Gemeinsame Normdatei: 117744166
- International Standard Name Identifier: 0000 0000 9996 9145
- Nationale Bibliotheek van Letland: 000117025
- MusicBrainz: 9f274570-633b-42a6-9218-bba219fe4885
- Nederlandse Thesaurus van Auteursnamen: 070042861
- Virtual International Authority File: 148524352
- WorldCat: E39PBJd89cBWbBQYWdJtbRw6Kd